# Piovà Massaia
Piovà Massaia är en ort och kommun i provinsen Asti i regionen Piemonte i Italien. Kommunen hade 606 invånare (2018).